# Anthony Boulogne
Pour les articles homonymes, voir Boulogne.
Anthony Boulogne, né le 8 juin 1993 à Laxou (Meurthe-et-Moselle), est un homme politique français. Membre du Rassemblement national (RN), il est député de la sixième circonscription de Meurthe-et-Moselle depuis 2024.

## Biographie
Diplômé de l'IDRAC Business School à Lyon, il est responsable commercial de profession.
En 2013, il adhère au Front national, devenu Rassemblement national en 2018. Décrit comme « convivial et courtois » par la presse locale, il affiche la défense des artisans et commerçants comme étant sa priorité.
Il se présente en cinquième position aux élections régionales de 2021 dans le Grand Est dans la section de la Meurthe-et-Moselle sur la liste du RN, qui obtient quatre sièges.
Candidat aux élections législatives de 2022 dans la sixième circonscription de Meurthe-et-Moselle, il est battu de justesse au second tour par la députée LFI sortante, Caroline Fiat, obtenant 49,8 % des suffrages exprimés.
Il figure en troisième position sur la liste RN aux élections sénatoriales de 2023 en Meurthe-et-Moselle.
Briguant à nouveau un siège de député aux législatives anticipées de 2024, toujours dans la sixième circonscription de Meurthe-et-Moselle, il est élu au second tour avec 54,6 % des voix face à Caroline Fiat, qui était vice-présidente de l'Assemblée nationale depuis 2022. Il l'emporte dans une circonscription à gauche depuis 57 ans.
Membre de la commission des Finances, il devient en 2025 rapporteur spécial de la mission « Enseignement scolaire » du budget de l'État. Il évalue notamment l'impact de la politique du dédoublement et de la fermeture de classes dans le premier degré,.

## Résultats électoraux
| Élections    | Année | Parti  | Parti | Circonscription               | 1er tour | 1er tour | 1er tour | 2d tour | 2d tour | 2d tour             | Issue |
| Élections    | Année | Parti  | Parti | Circonscription               | Voix     | %        | Rang     | Voix    | %       | Adversaire          | Issue |
| ------------ | ----- | ------ | ----- | ----------------------------- | -------- | -------- | -------- | ------- | ------- | ------------------- | ----- |
| Législatives | 2022  |        | RN    | Sixième de Meurthe-et-Moselle | 10 501   | 28,48    | 2e       | 15 984  | 49,77   | Caroline Fiat (LFI) | Battu |
| Législatives | 2024  | 24 121 | RN    | Sixième de Meurthe-et-Moselle | 44,53    | 1er      | 28 024   | 54,64   | Élu     | Caroline Fiat (LFI) |       |